# Za naše mlade dame
Za naše mlade dame je drama Dragice Potočnjak.

## Vsebina
Drama se začne s prizorom, v katerem mlada ženska v okrvavljeni beli obleki telefonira. Skozi vračanje v času se razkrivajo pretekli dogodki, ki so pripeljali do umora. Izmenično se prepletajo dogodki iz sedanjosti, izpred štirinajstih let, izpred štirih let in irealni prizori iz posmrtnega življenja. Osebe zaradi svoje preteklosti ne morejo polno živeti v sedanjosti, kamor je postavljeno težišče drame. Glavna oseba je Brina, spoznavamo jo v krogu njene družine, kot štiri-, štirinajst- in osemnajstletno dekle, v istih časovnih razmikih tudi njeno mamo Katarino in očeta Borisa. Postopoma se razkrivajo njihovi medsebojni odnosi, ki so disfunkcionalni. Brina pogosto beži pred mamo in se skriva pred njo, čeprav tisto kar jo je zaznamovalo za vse življenje, ne prihaja iz odnosa do matere, ampak do očeta. Izkaže se, da je Boris hčerko spolno zlorabljal. Mama kot nemočna priča vedno bolj zapada v alkoholizem, ta privede do ločitve in odločitve sodišča, da hčerko dodelijo očetu. V središče drame je postavljen odnos med materjo in hčerjo, ki postane oster in privede v končni konflikt v trenutku, ko osemnajstletna Brina spozna, da je mati ves čas vedela za zlorabo. Materi ne more oprostiti, da ni ničesar storila, da jo je pustila samo s strahovi in bolečinami, v nemoči, obupu, ponižanju. V čustvenem afektu je sposobna uboja matere in sebe. Drama se ne osredotoča na prikaz spolne zlorabe, temveč njenih posledic in vprašanja, kako preživeti , ko ti je bilo brezskrbno otroštvo odvzeto.  Odgovor je v irealnih prizorih, v katerih je med materjo in hčerjo vidno razumevanje, podpiranje in ljubezen, pomiritev med njima je mogoča šele po smrti. Žrtev Borisovega ravnanja je posredno tudi Katarina, ki je bila možu zanimiva kot petnajstletnica, kot odrasla ženska in žena, pa je deležna številnih poniževanj in ob upiranju tudi fizičnega nasilja. Katarina je žrtev moža, alkoholizma in lastne nemoči, da bi se konstituirala kot dejaven subjekt. Boris pa ostaja ugleden politik, njegova dejanja ostajajo brez posledic, razpada družine, katerega je povzročil, ne zaznava.
Središče drame je iskanje odgovorov na vprašanji, kaj je motiv za umor in kako preživeti travmo po zlorabi. V ospredju je družina, kot osnovno življenjska celica, vanjo pa prehaja tudi javna sfera, saj družina zrcali vrednote skupnosti znotraj katere živi in politiko svojega časa. Družbeno raven zastopajo stranske osebe, in sicer policist, inšpektor, prečastiti in državni tožilec, torej predstavniki cerkvene, izvršne in sodne oblasti, ki se zaradi rutinsko in površno opravljanih dolžnosti izkažejo za neučinkovite pri odkrivanju ter reševanju težav in pri pomoči žrtvam nasilja.
Brina se kot deklica rada skriva v krošnji drevesa, binglja z nogami in si prepeva pesmico: »Rdeče češnje rada jem, črne pa še rajši, rada tudi v šolo grem, vsako leto rajši. Tu nam prostor dajte za naše mlade dame…«.  Avtorica drame otroško pesem, ki najpogosteje deklicam služi za rajanje v krogu, uporabi za naslov drame, ta je v nasprotju s težko temo drame lahkoten, igriv.

## Struktura drame
Zgodba se razkriva na način, ki je blizu filmski strukturi. Dramsko besedilo je sestavljeno iz kratkih prizorov(»filmskih flash back-ov«), ki preskakujejo skozi različne čase iz realnega in irealnega okolja ter fragmentarno razkrivajo pretekle dogodke, ki so pripeljali do končnega umora.
Realni prizori v družinskem okolju Brinine družine in irealni prizori iz posmrtnega življenja, ki so lirsko in poetično obarvani, zanje je značilna posebna svetloba in glasba zvonov, kar je zapisano v didaskalijah.
Temo družinskega spolnega nasilja v dramskem besedilu avtorica prikaže brez moraliziranja in angažiranosti, dogodki se zgolj odvijejo in vodijo drug v drugega. Bralec ali gledalec drame je postavljen zgolj v vlogo opazovalca ali posredno udeleženca zločina.

## Krstna uprizoritev
Drama je bila prvič uprizorjena 9.10.2008 v MGL, režirala jo je Tijana Zinajić.
Avtorica o izboru teme drame v pogovoru s Slavkom Pezdirjem, objavljeno v Delu, 30.oktobra 2008:
»Zanimala sta me smrt in umor ter na to tematiko sem potem našla zgodbo. Temo sem že nekaj časa nosila s seboj, zato sem jo tudi zapisala kot dovolj tehten razlog za umor. Rada iščem in odpiram nove teme in tudi z zadnjo dramo sem uspela. Vedno znova me preseneča, kadar se s svojimi besedili dotikam tem, ki pri nas še niso bile obravnavane, saj sama v izhodiščih svojega pisanja ne razmišljam o tem. Potem pa se mi vedno postavlja vprašanje, zakaj določene teme še niso bile obravnavane. Zakaj bežimo pred njimi? Mogoče zato, ker sem ženska iščem drugje kot moški in so mi druge zadeve v življenju pomembne ter vredne odziva. Privlačijo me krivice in nevralgične točke dramatičnega, drame. Po teh zadevah je zanimivo brskati, saj si česa takega v življenju sicer ni mogoče dovoliti oz. privoščiti.«